# Chonocephalus steineri
Chonocephalus steineri är en tvåvingeart som beskrevs av Ronald Henry Lambert Disney 2005. Chonocephalus steineri ingår i släktet Chonocephalus och familjen puckelflugor.
Artens utbredningsområde är Seychellerna. Inga underarter finns listade i Catalogue of Life.